# Cavolinia gibbosa
Cavolinia gibbosa is een slakkensoort uit de familie van de Cavoliniidae. De wetenschappelijke naam van de soort werd in 1834 voor het eerst geldig gepubliceerd door Alcide d'Orbigny.